# 2. etape af Tour de France 2008
Anden etape af Tour de France 2008 blev kørt søndag d. 6. juli og gik fra Auray til Saint-Brieuc.
Ruten var 164,5 km lang.
- Etape: 2
- Dato: 6. juli
- Længde: 164,5 km
- Danske resultater:

67. Nicki Sørensen + 0.00
- Gennemsnitshastighed: 43,7 km/t

## Sprint og bjergpasseringer

### 1. sprint (Camors)
Efter 28,5 km
| Vinder | Sylvain Chavanel | 6p |
| 2.     | Thomas Voeckler  | 4p |
| 3.     | Robert Hunter    | 2p |

### 2. sprint (Pontivy)
Efter 74 km
| Vinder | Sylvain Chavanel | 6p |
| 2.     | Thomas Voeckler  | 4p |
| 3.     | Philippe Gilbert | 2p |

### 3. sprint (Corlay)
Efter 103 km
| Vinder | Sylvain Chavanel | 6p |
| 2.     | Thomas Voeckler  | 4p |
| 3.     | David Lelay      | 2p |

### 1. bjerg (Côte de Bieuzy-Lanvaux)
4. kategori stigning efter 23,5 km
| Plads | Navn             | Point |
| ----- | ---------------- | ----- |
| 1.    | Sylvain Chavanel | 3     |
| 2.    | Thomas Voeckler  | 2     |
| 3.    | Björn Schröder   | 1     |

### 2. bjerg (Côte de Kergroix)
4. kategori stigning efter 43 km
| Plads | Navn             | Point |
| ----- | ---------------- | ----- |
| 1.    | Thomas Voeckler  | 3     |
| 2.    | Sylvain Chavanel | 2     |
| 3.    | David Arroyo     | 1     |

### 3. bjerg (Côte de Mûr-de-Bretagne)
3. kategori stigning efter 92 km
| Plads | Navn              | Point |
| ----- | ----------------- | ----- |
| 1.    | Sylvain Chavanel  | 4     |
| 2.    | Thomas Voeckler   | 3     |
| 3.    | Christophe Moreau | 2     |
| 4.    | David Lelay       | 1     |

### 4. bjerg (Côte de Saint-Mayeux)
4. kategori stigning efter 96 km
| Plads | Navn              | Point |
| ----- | ----------------- | ----- |
| 1.    | Thomas Voeckler   | 3     |
| 2.    | Sylvain Chavanel  | 2     |
| 3.    | Christophe Moreau | 1     |

## Resultatliste
|    | Navn           | Land       | Hold             | Tid     |
| -- | -------------- | ---------- | ---------------- | ------- |
| 1  | Thor Hushovd   | Norge      | Crédit Agricole  | 3:45.13 |
| 2  | Kim Kirchen    | Luxembourg | Team Columbia    | + 0.00  |
| 3  | Gerald Ciolek  | Tyskland   | Team Columbia    | + 0.00  |
| 4  | Robert Hunter  | Sydafrika  | Barloworld       | + 0.00  |
| 5  | Erik Zabel     | Tyskland   | Team Milram      | + 0.00  |
| 6  | Yuri Trofimov  | Rusland    | Bouygues Télécom | + 0.00  |
| 7  | Óscar Freire   | Spanien    | Rabobank         | + 0.00  |
| 8  | Jimmy Casper   | Frankrig   | Agritubel        | + 0.00  |
| 9  | Martin Elmiger | Schweiz    | Ag2r-La Mondiale | + 0.00  |
| 10 | Leonardo Duque | Colombia   | Cofidis          | + 0.00  |

## Eksternt link
- Etapeside Arkiveret 15. juni 2008 hos  Wayback Machine på Letour.fr Arkiveret 28. februar 2011 hos  Wayback Machine (fransk) (engelsk) (tysk) (spansk)